# Befästning (räls)

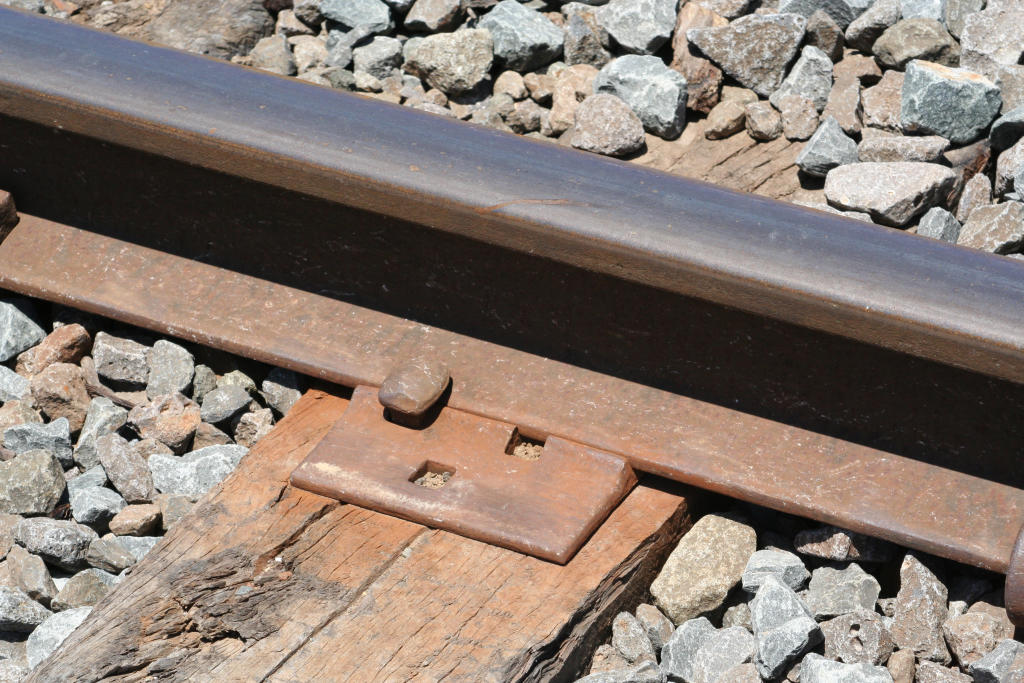
Rälsspik och underläggsplattor.

Befästning av järnvägsräls, eller bara befästning, är en förankring av järnvägsräls mot slipers.

## Funktion
- Överföra krafterna från rälsen till slipern (sido-, längs- och vertikala krafter)
- Säkra spårvidden inom specificerade toleranser. Spårvidden kan ökas lite i snäva kurvor.
- Dämpa rälsens vibrationer mot slipern (gummiskikt) och därmed även minska bullret, speciellt på broar.
- Förhindra böjning i sidled (solkurva) genom vridstyvhet.
- Elektriskt isolera rälsen mot slipern (mot jord) när rälsen ingår i en spårledning. Se S-räl och I-räl.
- Enkel att montera både manuellt och maskinellt.

## Typer

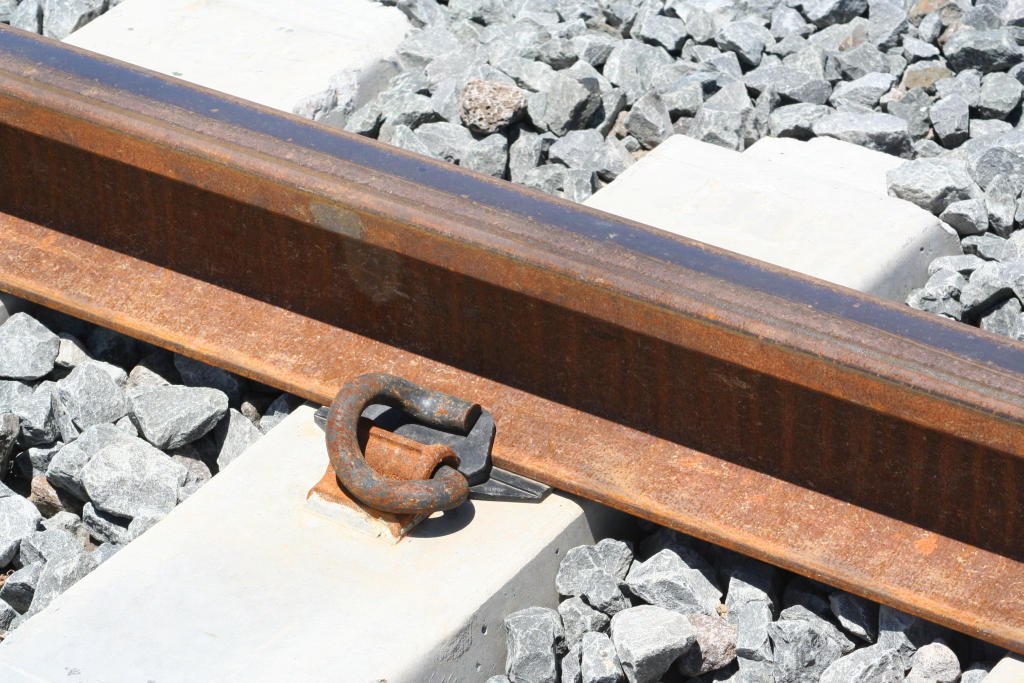
E-clips.

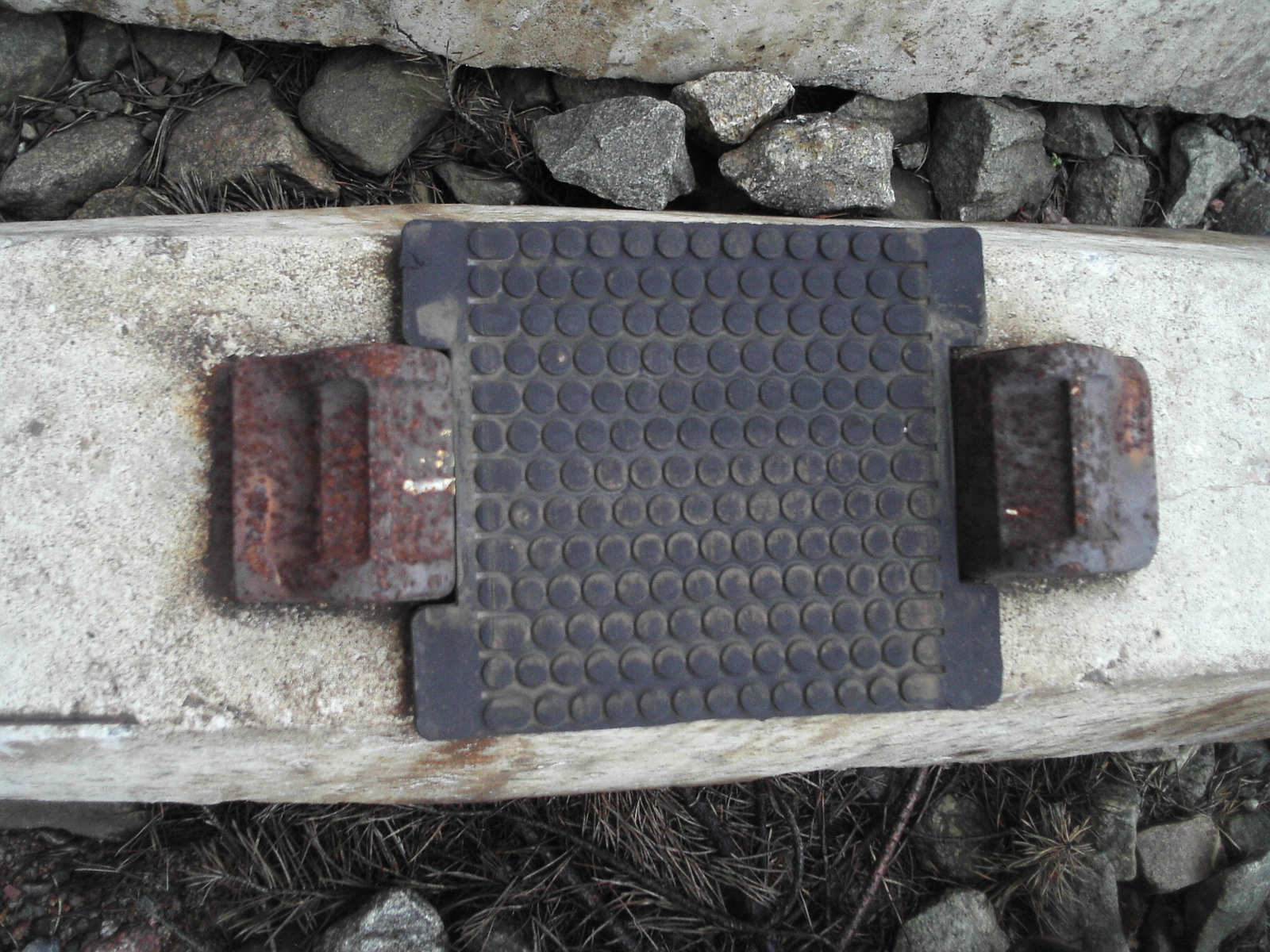
Isolerande och dämpande underlägg till e-clips-befästning på betongsliper.

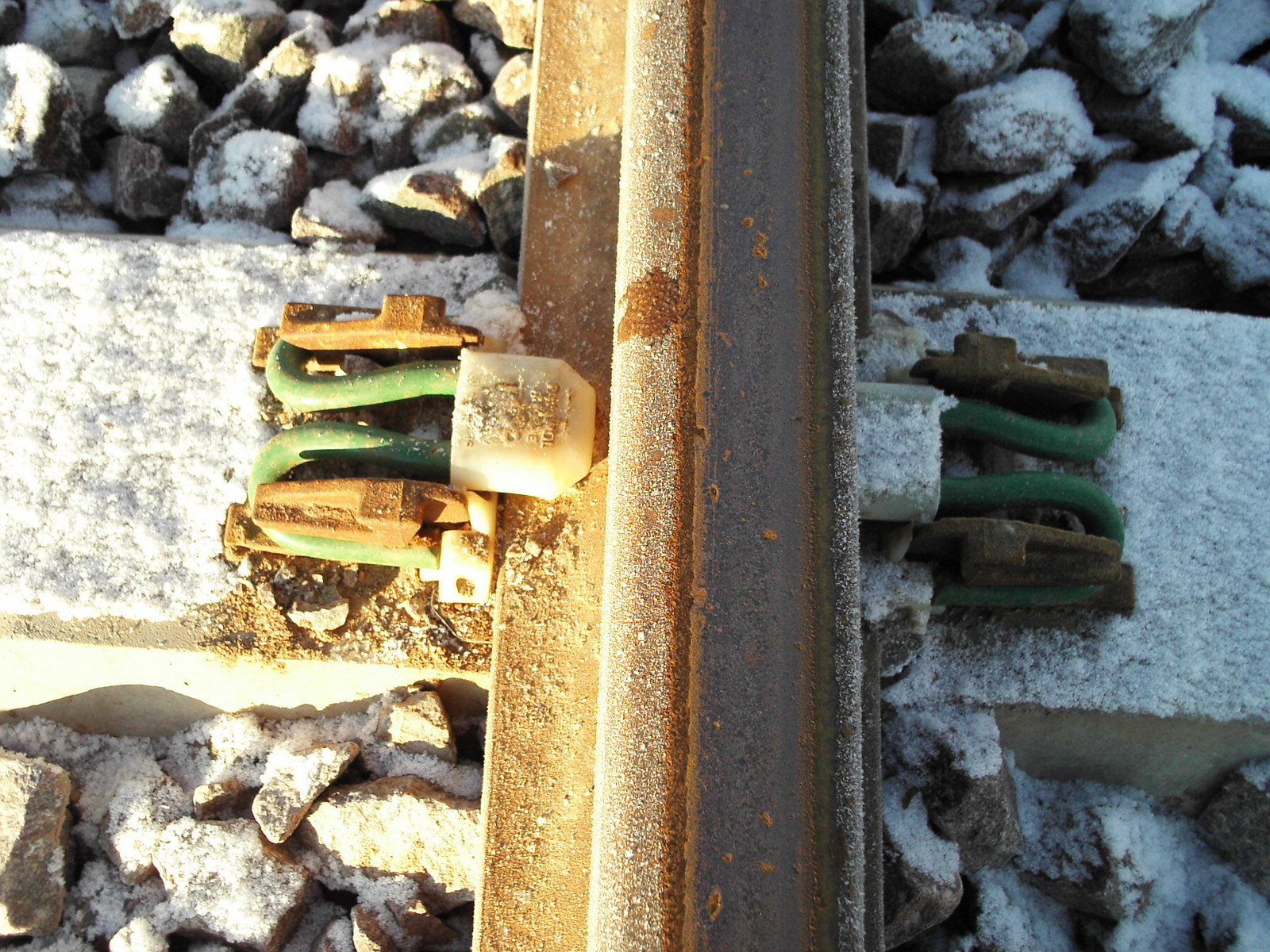
"Fast-clips" från Pandrol. Standard hos Banverket från 2009. Förmonterad på slipern med 3 snäpplägen: Låsning, parkering, friläge. Barva utanför Eskilstuna.

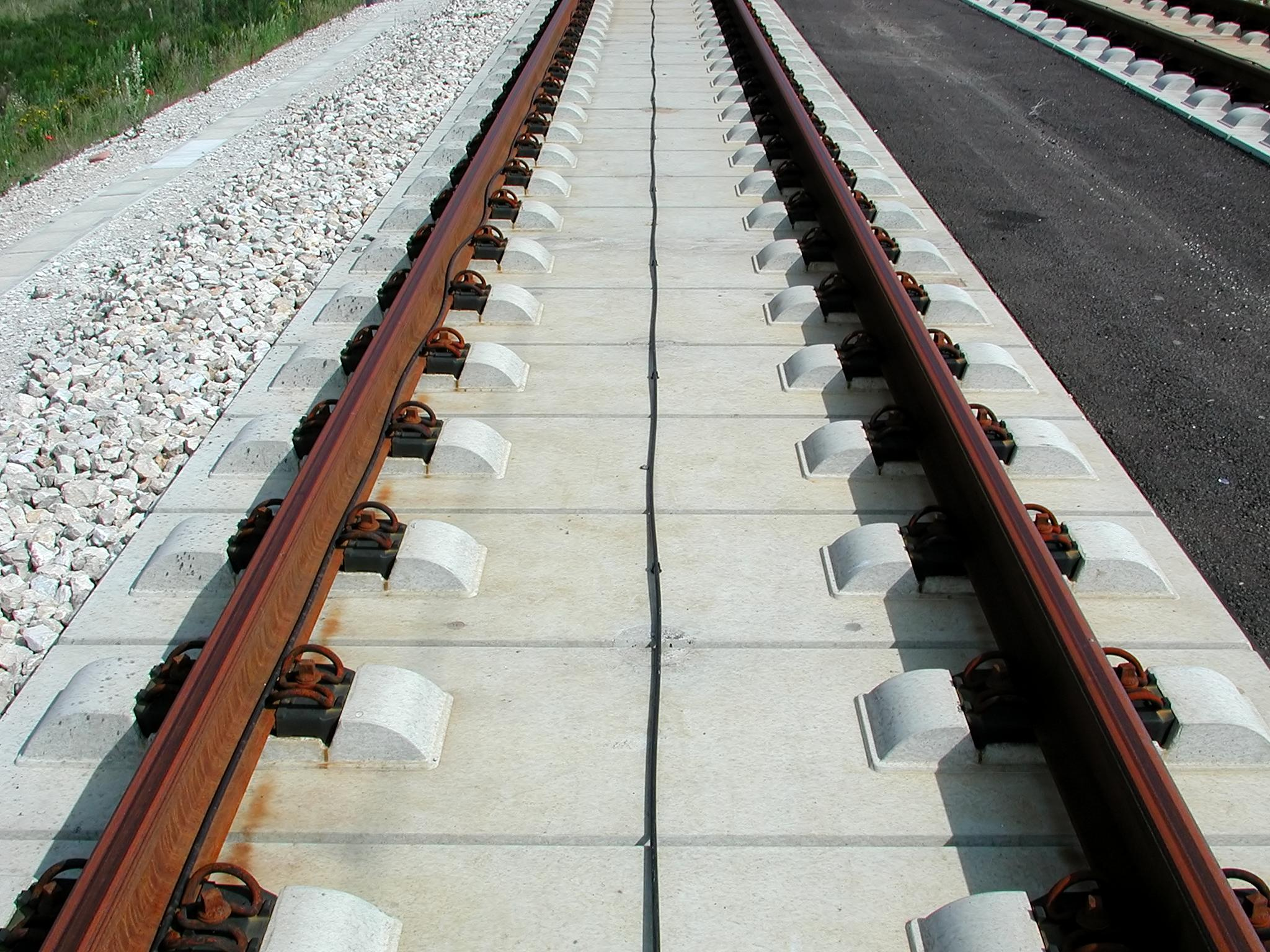
Ballastfritt spår, FF Bögl med Vossloh-befästning.

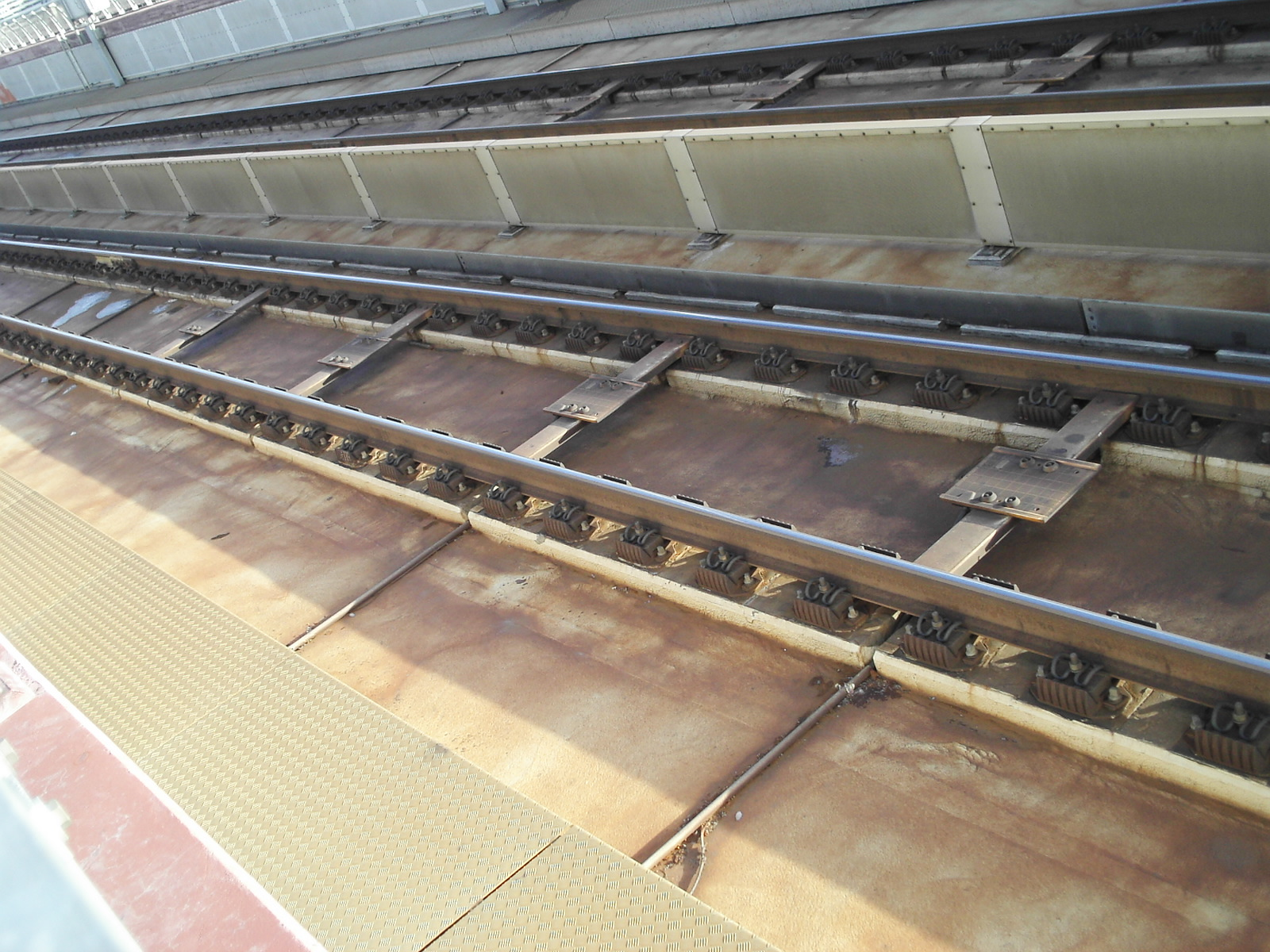
Dämpande sliperlös befästning på nya Årstabron, även detta är en variant på Vossloh-befästning.

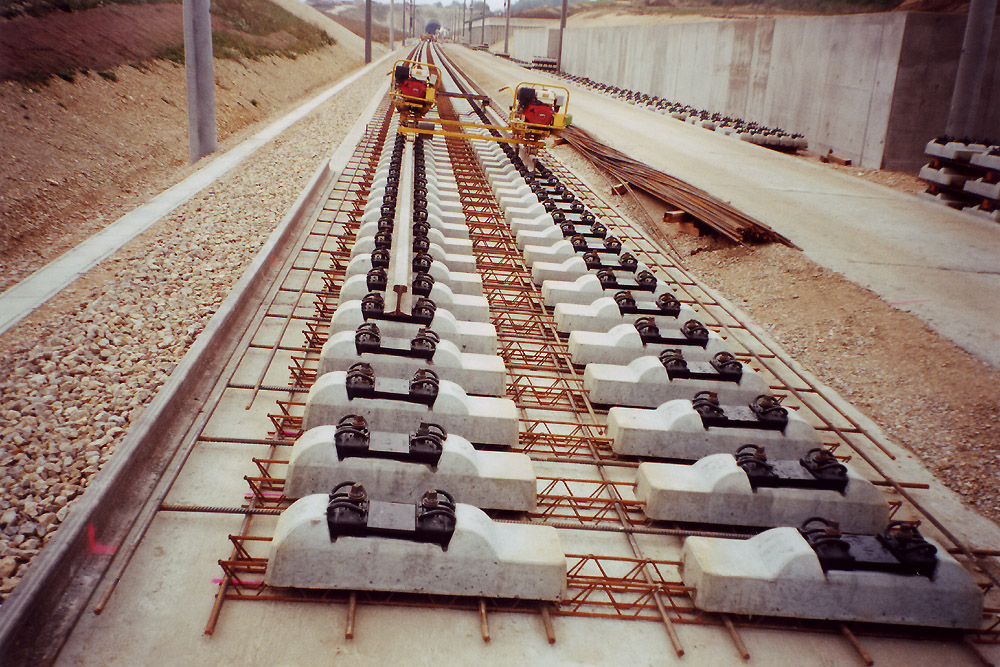
Ballastfria spåret Rheda 2000 från Rail.One under byggnation.

- Rälsspik används med eller utan underläggsplattor (underläggsplattor förlänger livslängden då den fördelar belastningen på slipern på en större yta). Rälsspik används ej längre på huvudlinjerna, men kan återfinnas på så kallade "länsbanor" eller på bangårdar och industrispår. Rälsspik kan drivas in i träslipern med hydraulisk hammare.
- Rälsskruv har inte använts särskilt mycket på järnvägarna i Sverige, förutom i växlar. Den fanns dock i begränsad omfattning vid TGOJ. Fastdragning sker ofta med bensindriven mutterdragare.
- Heyback. Norsk uppfinning med excellenta egenskaper, består av en underläggsplatta fastskruvad i slipern och en klämma av fjäderstål som klämmer fast rälsfoten mot plattan. Används bara på träslipers i Sverige, men passar även betongslipers.
- E-clips (varumärke Pandrol). Består av en underläggsplatta med en ögla för e-clipset, ett gummimellanlägg mot rälsfotens undersida för dämpning och isolering, ett plastmellanlägg mot rälsfotens översida för isolering och själva e-clipset som likt ett gem fästs i underläggsplattans ögla och trycker hårt mot plastmellanlägget. Vid losstagning kan clipset slås loss med slägga.
 E-clipset tillverkas av runt fjäderstål i olika diametrar. 18 mm till exempel ger upp till 1000 kp (= 1 ton) tryck mot rälsfoten. Växlar fästs med grövre clips (ofta gröna) än raka spår (ofta röda clips). Vid träslipers är plattan fastskruvad med träskruv med fjäderbrickor. Vid betongslipers är en förenklad platta fabriksingjuten i slipern. E-clips har använts främst med betongslipers.
- Fast-clips (varumärke Pandrol). En vidareutveckling av e-clips men clipset är annorlunda och skjutbart vinkelrätt mot rälsen. Clipset kan snäppas fast i tre lägen: a) låsning mot rälsfoten, b) parkering för att lägga in rälsen och c) friläge för att även byta isoleringen. Man kan även öka spårvidden i kurvor genom att använda andra isolatorer. Alla befästningsdetaljer sätts på plats redan vid tillverkningen av slipern. Fördelen är att rälsmonteringen blir enklare. Banverket började 2008 övergå till fast-clips vid ny-/ombyggnader samtidigt som nya slipers som klarar STAX 35 ton infördes (Ref. Ny Teknik).
- Befästningar för ballastfritt spår liknar fast-clips (flera typer finns) men byggs på en stålplatta som gjuts fast direkt i brokonstruktionen, betongplattan eller i ett betongblock som sedan gjuts in i betongplattan, detta helt utan någon sliper eller ballast (vilket minskar vikten). Under rälsbefästningens stålplatta kan man ha gummidämpning och mot rälsfoten finns större dämpningsplattor för att minska vibrationernas fortplantning. Används till exempel på den nya Årstabron i Stockholm.

I Tyskland används sedan länge så kallade W-befästningar (skruv och fjäder) för betongplattespår. Under 1970-talet provades en mycket tyst variant, benämnd "Kölner- ägget", för spårvagnstrafik i Köln-området.

## Montering
För alla moderna befästningar finns dels små, spårgående specialmaskiner (bensindrivna) som man kör som en skottkärra och trycker fast till exempel e-clipsen eller Fast-clipsen, och dels stora spårläggningsmaskiner med monteringsaggregat som befäster rälsen. Vid småarbeten kan e-clips knackas in eller ut med en slägga. Dock finns det en risk att befästningen flyger iväg då spänntrycket är högt.
Fastclips har fördelen att alla komponenter levereras färdigmonterade på slipern och att underhållet förenklas.

## Översikt befästningar av räls
Flera av modellerna lämpar sig för såväl trä- som betong- och stålslipers samt i vissa fall även för betongplattespår. De fjädrande modellerna, som oftast bygger på att fästena gjuts in i betong, kan även användas för till exempel träslipers om en kompletterande platta används.
Nya befästningskonstruktioner testas alltid grundligt enligt specificerade testmetoder, för att verifiera till exempel dynamiska egenskaper (dämpning), hållfasthet, utmattning och monterbarhet i både liten och stor skala. I följande tabell ges exempel på egenskaper hos ett antal tidigare befästningstyper: 
| Typ                    | Fjädrande? | Passar träsliper? | Passar betongsliper? | Passar betongplatta? | Fördelar                                                         | Nackdelar                                                                    | Land                |
| ---------------------- | ---------- | ----------------- | -------------------- | -------------------- | ---------------------------------------------------------------- | ---------------------------------------------------------------------------- | ------------------- |
| Rälsspik, utan platta  | Nej        | Ja                | Nej                  | Nej                  | Billig, enkel                                                    | Lossnar snabbt, hårt slitage på slipern                                      | (globalt)           |
| Träskruv, utan platta  | Nej        | Ja                | Nej                  | Nej                  | Billig, enkel                                                    | Lossnar snabbt, hårt slitage på slipern                                      | (globalt)           |
| Rälsspik, med platta   | Nej        | Ja                | Nej                  | Nej                  | Billig, enkel                                                    | Lossnar                                                                      | (globalt)           |
| Träskruv, med platta   | Nej        | Ja                | Nej                  | Nej                  | Billig, enkel                                                    | Lossnar relativt fort                                                        | (globalt)           |
| Fjäderspik, med platta | Ja         | Ja                | Nej                  | Nej                  | Billig, enkel                                                    | Utmattningsproblem                                                           | (globalt)           |
| K-befästning           | "Viss"     | Ja                | Ja                   | (Ja)                 | Lätt att montera                                                 | Måste efterdras                                                              | Tyskland            |
| Hambo                  | Ja         | Nej               | Ja                   | (ej utfört)          | Mycket lätt att maskinmontera                                    | Utmattning                                                                   | Sverige             |
| Pandrol E-clip         | Ja         | Ja                | Ja                   | Ja                   | Enkel, lätt att montera                                          | Behöver monteras i fästet för hand (tidsödande), lossnar lätt vid urspårning | (globalt)           |
| Pandrol Fastclip       | Ja         | Nej               | Ja                   | Ja                   | Enkel, lätt att montera, sitter monterad på slipers vid leverans | Isolator kan gå sönder                                                       | (globalt)           |
| W-befästning           | Ja         | Ja                | Ja                   | Ja                   | Tryck kan kontrolleras                                           | Komplicerad (många delar)                                                    | Tyskland, Norge (?) |
| Nabla                  | Ja         | Nej               | Ja                   | Nej                  | (inga uppenbara)                                                 | Komplicerad                                                                  | Frankrike (TGV)     |
| Fist                   | Ja         | Nej               | Ja                   | Nej                  | Lätt att montera                                                 | Svår att inspektera, spricker                                                | Sverige             |